# Perućica
Perućica (cirilica: Перућица) je eden poslednjih preostalih pragozdov v Evropi. Nahaja se v Bosni in Hercegovini, blizu meje s Črno goro, in je del narodnega parka Sutjeska. Gozd se sme obiskati samo v spremstvu redarjev. V tem gozdu raste najvišja izmerjena smreka (63 m).